# أناليس سوبيرت
أناليس سوبيرت (بالإنجليزية: Anneliese Seubert)‏ (من مواليد 1973) عارضة أزياء أسترالية. ولدت في ألمانيا وانتقلت إلى Cooma ، أستراليا مع عائلتها في سن 9 سنوات. كانت صاحبة التصفيات النهائية في مسابقة Dolly Covergirl ، وبعد ذلك بدأت في عرض الأزياء عندما كانت في الخامسة عشرة من عمرها. فاز «سوبرت» في سباق «فورد سوبرمودل» العالمي لعام 1990، حيث حصل على 17 عقدًا من عقود الطراز مع شركة فورد موديز بقيمة 250,000 دولار. وعقب ذلك، عززت تصميمها، لا سيما في باريس، حيث كانت تسير على المدرج للمصممين وبيوت الأزياء مثل كريستيان ديور، جيفنشي، باكو رابان، سونيا ريكيل، كريستيان لاكروا، كارل كارلجروف، جون غاليانو وإيف سان لوران.

## روابط خارجية
- أناليس سوبيرت على موقع دليل عارضات الأزياء (الإنجليزية)

- "Abbie and Ryan step out in Sydney". The Age. Melbourne. 17 ديسمبر 2008. مؤرشف من الأصل في 2019-05-07.
- Melanie Hick (13 أغسطس 2008). "Alex Perry opens Sydney Fashion Festival". The Vine. مؤرشف من الأصل في 2008-09-17. اطلع عليه بتاريخ 2010-01-25.